# Noigandres
Noigandres foi um grupo de poetas formado em 1952, em São Paulo, Brasil. Era integrado por Haroldo de Campos, Décio Pignatari, Augusto de Campos e, posteriormente, por Ronaldo Azeredo e José Lino Grünewald. Com este grupo  inicia-se o movimento da Poesia Concreta, no Brasil, e constitui-se uma teoria sobre o movimento, cujo órgão era a revista Noigandres e Invenção (1952-1962).

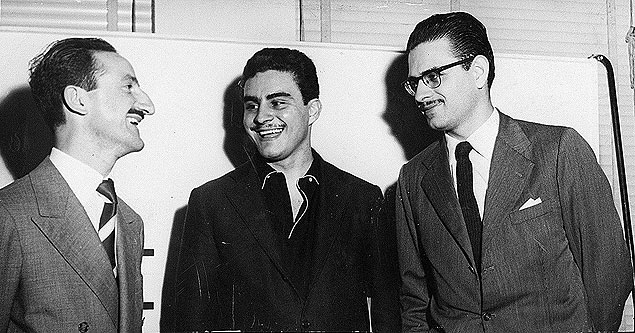
Décio Pignatari, Ronaldo Azeredo e Augusto de Campos no Ministério da Educação do Rio de Janeiro em fevereiro de 1957

A enigmática palavra noigandres, que aparece em um dos poemas do trovador Arnaut Daniel, serviu de título da revista divulgadora e nome do grupo da poesia concreta. Henri Pascal de Rochegude, autor de Essai d'un glossaire occitanien: pour servir à l'intelligence des poésies des Troubadours, um dicionário publicado em Toulouse (1819), registra a palavra como significando "noz moscada"; todavia, existe a hipótese de que se trate de um simples erro de ortografia.
Esta é a versão mais aceita dos versos do trovador, de onde se extraiu a palavra:
«Er vei vermeills, vertz, blaus, blancs, gruocs,
vergiers, plais, plans, tertres e vaus;
e'il votz dels auzels son'e tint
ab doutz acort maitin e tart:
so'm met en cor q'ieu colore mon chan
d'un'aital flor don lo fruitz si'amors
e jois lo grans e l'olors de noigandres»